# Prix Jeanne de Cavally pour la littérature enfantine
Le Prix Jeanne de Cavally pour la littérature enfantine récompense depuis 2002, un écrivain qui se distingue par une œuvre de littérature jeunesse de grande qualité.
Doté d'un montant de 500 000 F (environ 750 €), il vise à promouvoir la publication de textes en français de qualité en matière de littérature enfantine, en valorisant les auteurs, illustrateurs, éditeurs et diffuseurs de ce genre.

## Historique
Créé dans le cadre du Salon international du Livre d’Abidjan (SILA) en Côte d’Ivoire, le prix a été décerné pour la première fois en 2002. Non attribué en 2004, « en raison de la faiblesse des propositions » selon le jury, sa remise est interrompue en raison de la guerre en Côte d'Ivoire qui empêche la tenue du SILA. Le Salon du livre reprend en 2012, et le prix est réactivé en 2017 .

## Liste des lauréats
- 2002 : Mariam Gba, pour Un Village dans la montagne[3]
- 2003 : Fatou Ndiaye Sow, pour Louty, l'enfant du village[4]
- 2017 : Michelle Lora, pour La mésaventure de Tavly[5]
- 2018 : Serge Grah, pour La veste de Grégoire[6]
- 2019 : Fatou Keïta[7]
- 2022 : Fabienne Jonca[8]
- 2023 : Josué Guébo, pour Le cache-nez du Père Noël[9]